# Vita d'artista/Oltre la vita
Vita d'artista/Oltre la vita è un singolo di Pupo pubblicato nel 1985.
Entrambe le tracce sono presenti nell'album Change generation.

## Tracce
1. Vita d'artista – 3:40
2. Oltre la vita – 3:15